# Tony Carrasco
Antonio "Tony" Carrasco Candelas (Caracas, Venezuela, 28 de mayo de 1966) es un periodista deportivo, locutor, productor de televisión y ex futbolista profesional venezolano. Con una trayectoria de más de 40 años, Carrasco ha cubierto importantes eventos deportivos a nivel nacional e internacional, incluyendo múltiples Copas del Mundo y Juegos Olímpicos. Ha sido reconocido con diversos premios a lo largo de su carrera, incluyendo el Premio Nacional de Periodismo Deportivo. Actualmente conduce el programa "Entrevistas con Tony Carrasco" en Globovisión y "Stadium" en Ranking 100.7 FM.

## Biografía
Antonio Carrasco Candelas nació en Caracas, Venezuela, el 28 de mayo de 1966. Además de su carrera en los medios, Carrasco fue futbolista profesional, jugando para equipos como UCV FC, Deportivo Italia y CS Marítimo de Venezuela, tuvo un paso de 2 años por el equipo ROS Mentón en Francia. También formó parte de la Selección Nacional de Venezuela.
Después de su carrera como futbolista, Carrasco se licenció en Comunicación Social y comenzó su trayectoria en el periodismo deportivo.

## Carrera Profesional
Tony Carrasco ha desarrollado una extensa carrera en medios escritos, radiales y televisivos. Ha trabajado para medios como Meridiano Televisión y TNO Radio. Es el creador y productor de "Entrevistas con Tony Carrasco", un programa que combina deporte y entretenimiento, transmitido desde 1995 y que ha superado los 6000 programas. Además, conduce el programa "Stadium" en Ranking 100.7 FM.
A lo largo de su carrera, Carrasco ha cubierto "in situ" una amplia gama de eventos deportivos, incluyendo:
- 9 Copas del Mundo de la FIFA.[6][7]
- 8 Juegos Olímpicos.[8]
- Eventos de fútbol venezolano.[3]

Siendo el periodista venezolano con mayor presencia en estos eventos.Ha sido reconocida por su profesionalismo y conocimiento.

## Logros y Reconocimientos
Tony Carrasco ha recibido numerosos premios y reconocimientos a lo largo de su carrera, entre los que se destacan:
- Premio Nacional de Periodismo Deportivo (1996, 1998, 1999).[2]
- Orden Francisco Fajardo (1997).[2]
- Mara de Oro Internacional (2006, 2007, 2010).[2]
- Reconocimiento de la FIFA por su cobertura de 9 Copas del Mundo.[6][7]